# Batea (embarcación)

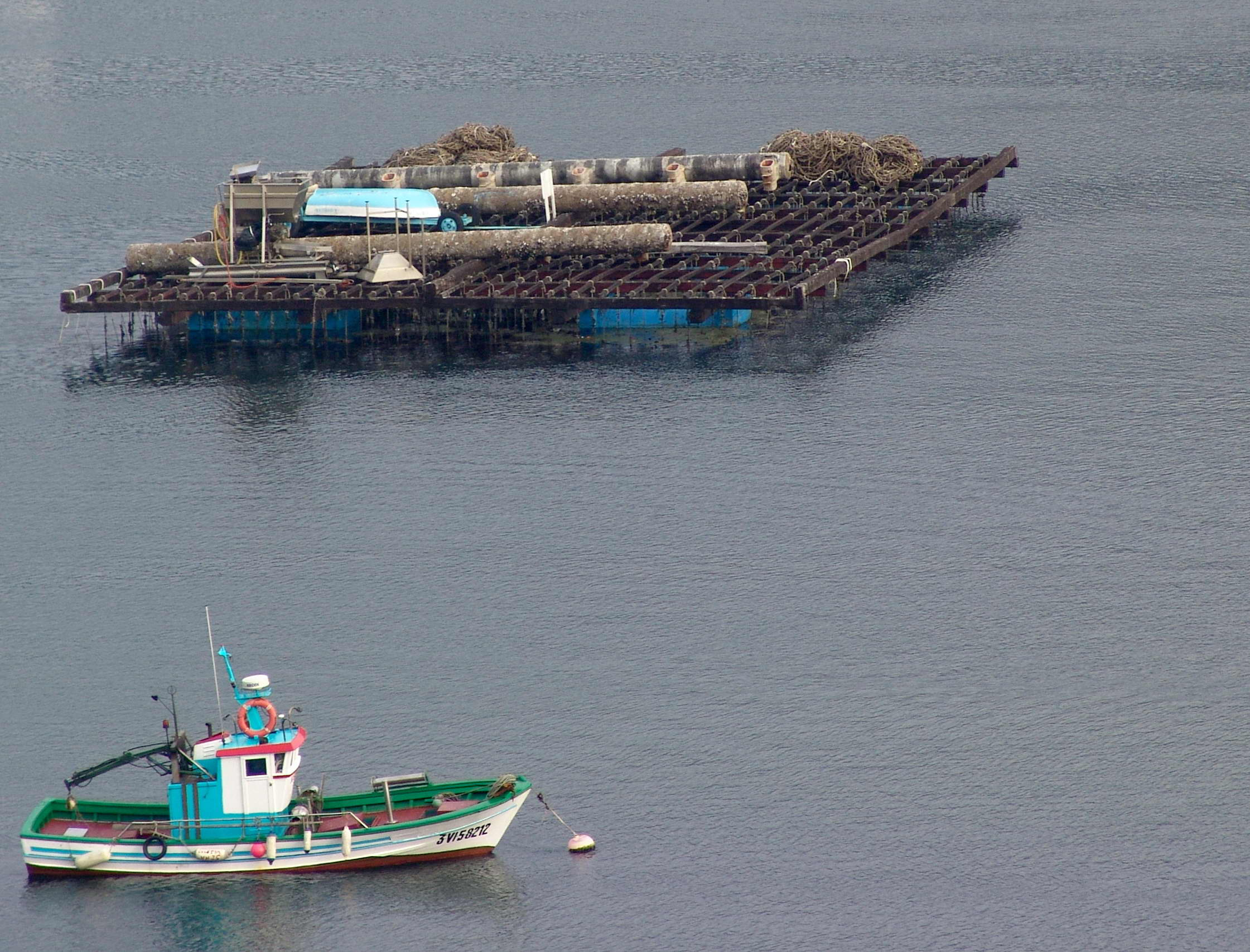
Batea en la ría de Vigo

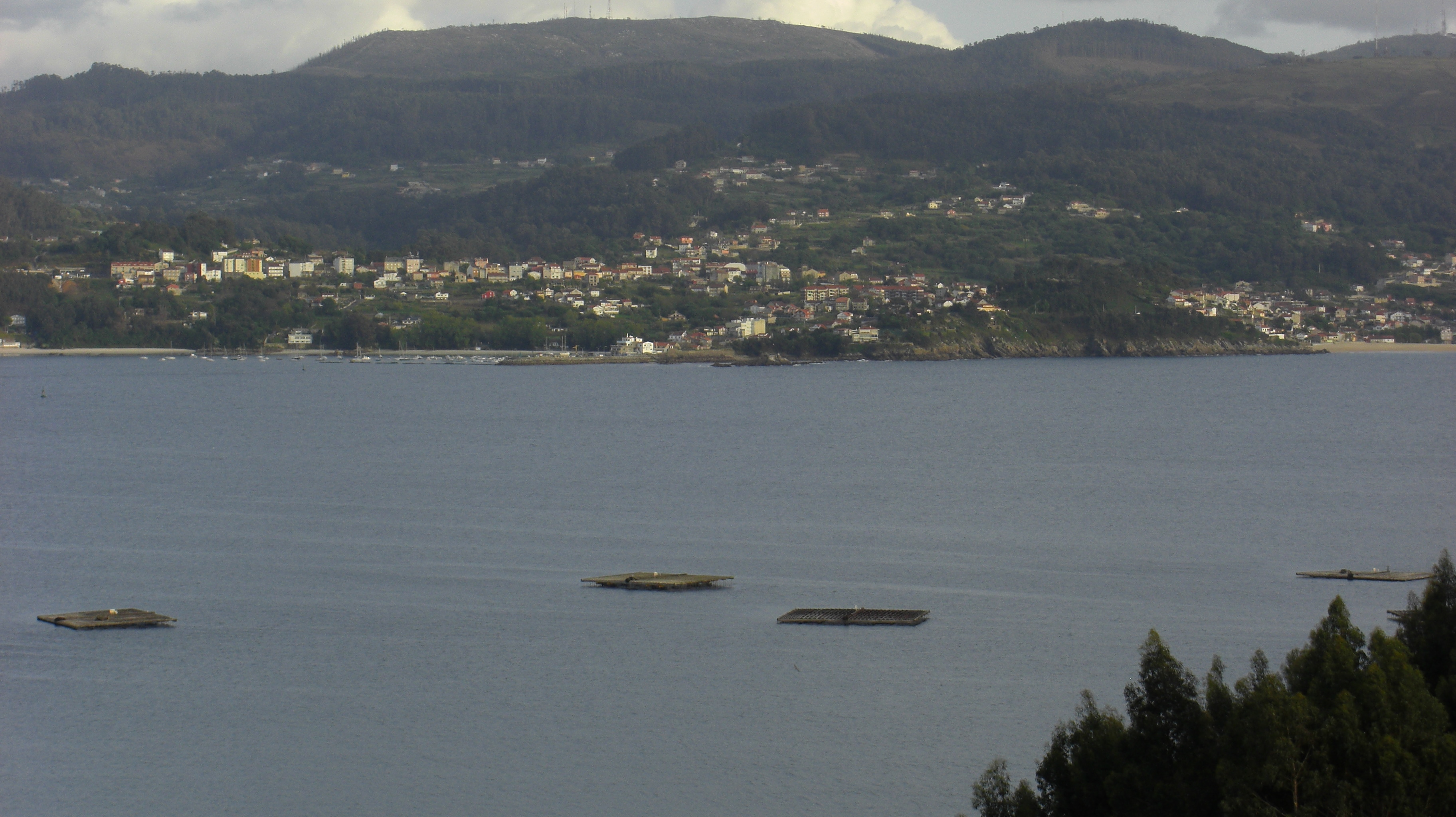
Varias bateas en la ría de Pontevedra

Una batea, también conocida como mejillonera, es una embarcación de fondo plano con una proa de corte cuadrado en forma de artesa, que se utiliza en ríos pequeños u otras aguas poco profundas y calmas.
Se usa en los puertos y arsenales. El término también se utiliza para hacer referencia a una plataforma de madera que se coloca en el mar para la cría o cultivo de mejillones y otros moluscos. Ambas acepciones están contempladas por la Real Academia Española.
En pequeños ríos de Inglaterra las bateas se utilizan como embarcación recreativa, siendo impulsadas por una persona parada que utiliza una larga vara para empujar sobre el lecho del río.
En Canadá, el término batea se refiere a cualquier bote pequeño de fondo plano con una proa de corte cuadrado, independientemente del propósito, el material de construcción o la fuente de propulsión.

## Para uso recreativo
En Reino Unido  las bateas son denominadas "punt" y son provistas de cómodos asientos, y se denomina "punting" al navegar en un espejo de agua en una batea. La persona que la dirige generalmente impulsa la batea empujando contra el lecho del río con un palo largo. Una batea no debe confundirse con una góndola, un bote de tiro poco profundo que es estructuralmente diferente y que es impulsado por un remo en lugar de un poste.
Las bateas se construyeron originalmente como botes de carga o plataformas para la caza y la pesca, pero en los tiempos modernos su uso se limita casi exclusivamente a viajes de placer con pasajeros.

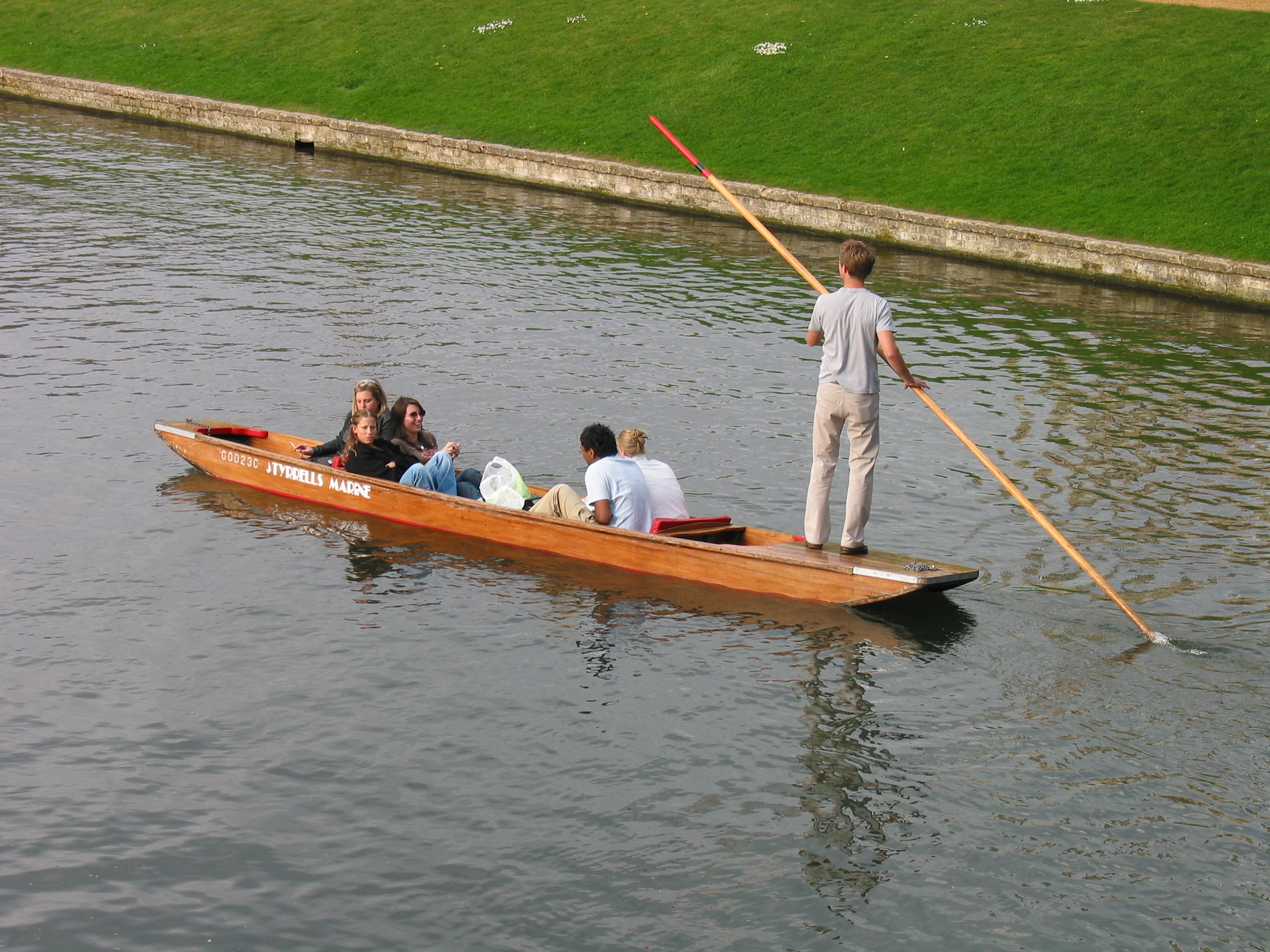
Paseo en batea en Cambridge (Reino Unido).

Una batea de río tradicional difiere de muchos otros tipos de bote de madera en que no tiene ni quilla, ni codaste  de popa. En cambio, está construida más bien como una escalera de mano, con la estructura principal compuesta por dos paneles laterales conectados por una serie de tablones transversales de 10 cm, separados aproximadamente 30 cm.
La parte inferior de la batea está hecha con tablones largos y estrechos que se extienden hacia adelante y hacia atrás, unidos a los lados planos y las bandas de rodadura. Para permitir que la madera se hinche cuando se moja, las tablas se separan una pequeña distancia (aproximadamente 1–2 mm). Las ranuras están selladas, este calafateo normalmente necesita ser renovado anualmente. Los travesaños están unidos a los lados con pequeñas ménsulas de madera, que pueden ser verticales o en ángulo.  Por lo general, los asientos son simplemente una tabla que se ajusta contra bloques en los costados, con cojines. Los espacios entre los travesaños normalmente están provistos de rejillas para permitir que los pasajeros mantengan los pies secos.
Los primeros punts se asocian tradicionalmente con el río Támesis en Inglaterra y se construyeron como pequeñas embarcaciones de carga o plataformas para pescadores. Los modelos de placer, específicamente diseñados para la recreación, se hicieron populares en el Támesis entre 1860 y 1880. Algunos otros barcos tienen una forma similar a un punt tradicional, por ejemplo, el bote de entrenamiento Optimist o los botes aéreos utilizados en los Everglades, pero el barco más similar es el European Weidling, un tipo cuyo origen puede rastrearse hasta embarcaciones celtas construidas hace más de 2000 años.
El término "batea" también se ha utilizado para indicar una versión más pequeña de un tipo regional de barco de trabajo en tierra. Esto se deriva del uso generalizado en las comunidades costeras del nombre "batea" para cualquier bote pequeño de uso la general.

## Mitilicultura
En ciertos sitios se utilizan bateas para fijar redes o soportes sobre los que se fijan moluscos tales como mejillones u ostras en explotaciones comerciales. A dichos soportes se acercan también numerosos peces y otro tipo de moluscos, así como multitud de algas que se adhieren a las cuerdas. De esta forma, con el paso del tiempo, una batea acaba dando soporte a un variado ecosistema.
En España este uso se observa principalmente en las Rías Bajas, en Galicia.